# Баракоа
Барако́а (исп. Baracoa) — город на востоке Кубы, в провинции Гуантанамо. Центр одноимённого муниципалитета.

## Географическое положение
Расположен на берегу Атлантического океана.

## История
Баракоа является старейшим городом Кубы — основан в 1511—1512 годах испанским конкистадором Диего Веласкесом.
В 1518—1522 гг. он был главным городом Кубы, затем пришел в упадок и его значение вновь стало расти только после переселения французских колонистов с острова Гаити в 1791 году.
В 1891 году население города составляло 3 тыс. человек, он являлся центром торговли тропическими фруктами.
В дальнейшем, город стал центром самого важного в стране района производства какао. После Кубинской революции в Баракоа с помощью ГДР была построена крупнейшая в стране шоколадная фабрика "Rubén David Suárez Abella", начавшая работу в 1963 году - и город стал главным центром производства шоколада на Кубе (получив неофициальное название "шоколадный город").
В 1965 году численность населения составляла 13 тыс. человек. В это время Баракоа представлял собой экономический центр и порт на берегу Атлантического океана, основой экономики являлись экспорт бананов, кокосовых орехов и других тропических фруктов, рыболовство, производство шоколада и кокосового масла.
В 1970 году численность населения составляла 21 тыс. человек, основой экономики являлись пищевая промышленность, производство стройматериалов и рыболовство. В июле 1970 года здесь был введен в эксплуатацию аэропорт.
В июле 2017 года город Баракоа сильнее всех остальных городов страны пострадал от урагана «Мэттью».

## Современное состояние
Основой промышленности являются выращивание и переработка бананов, кокосов и какао.
В последние годы активно развивается туризм, чему способствуют расположенные неподалёку национальные парки, в том числе Национальный парк имени Александра Гумбольдта, внесённый в список Всемирного наследия ЮНЕСКО.

## Транспорт
Морской порт. Узел автомобильных дорог, имеется аэропорт.

## Достопримечательности
На протяжении десятилетий достопримечательностью города Баракоа является уникальная королевская кокосовая пальма, ствол которой перекручен так, что напоминает штопор для открывания бутылок. Такой пальма выросла из-за сильнейших ураганов, часто свирепствующих в этой части острова (в своё время молодая пальма оказалась на пути смерча).